# Oberentfelden
Oberentfelden (schweizertyska: Oberämpfälde) är en ort och kommun i distriktet Aarau i kantonen Aargau, Schweiz. Kommunen har 8 907 invånare (2023).